# Denmark Open 1979
Die Denmark Open 1979 im Badminton fanden vom 7. bis zum 11. März 1979 in Kopenhagen statt. 

## Finalergebnisse
| Disziplin    | Sieger                        | Finalist                    | Ergebnis            |
| ------------ | ----------------------------- | --------------------------- | ------------------- |
| Herreneinzel | Flemming Delfs                | Morten Frost                | 15-7, 15-7          |
| Dameneinzel  | Lene Køppen                   | Hiroe Yuki                  | 11-8, 7-11, 11-2    |
| Herrendoppel | Yoshitaka Iino Masao Tsuchida | Eddy Sutton David Eddy      | 15-9, 15-7          |
| Damendoppel  | Mikiko Takada Atsuko Tokuda   | Anne Skovgaard Nora Perry   | 15-11, 15-9         |
| Mixed        | Ray Stevens Nora Perry        | Steen Skovgaard Lene Køppen | 15-12, 11-15, 15-13 |